# Pere Romeu
Pour les articles homonymes, voir Romeu.
Pere Romeu i Borràs, né à Torredembarra en 1862 et mort en 1908 à Barcelone, est un peintre et chef d'entreprise catalan, lié au modernisme catalan et à Montmartre à Paris, proche de Picasso, ancien du Chat Noir et fondateur en 1897 du célèbre café Els Quatre Gats situé dans le quartier gothique de la vieille ville de Barcelone.

## Biographie

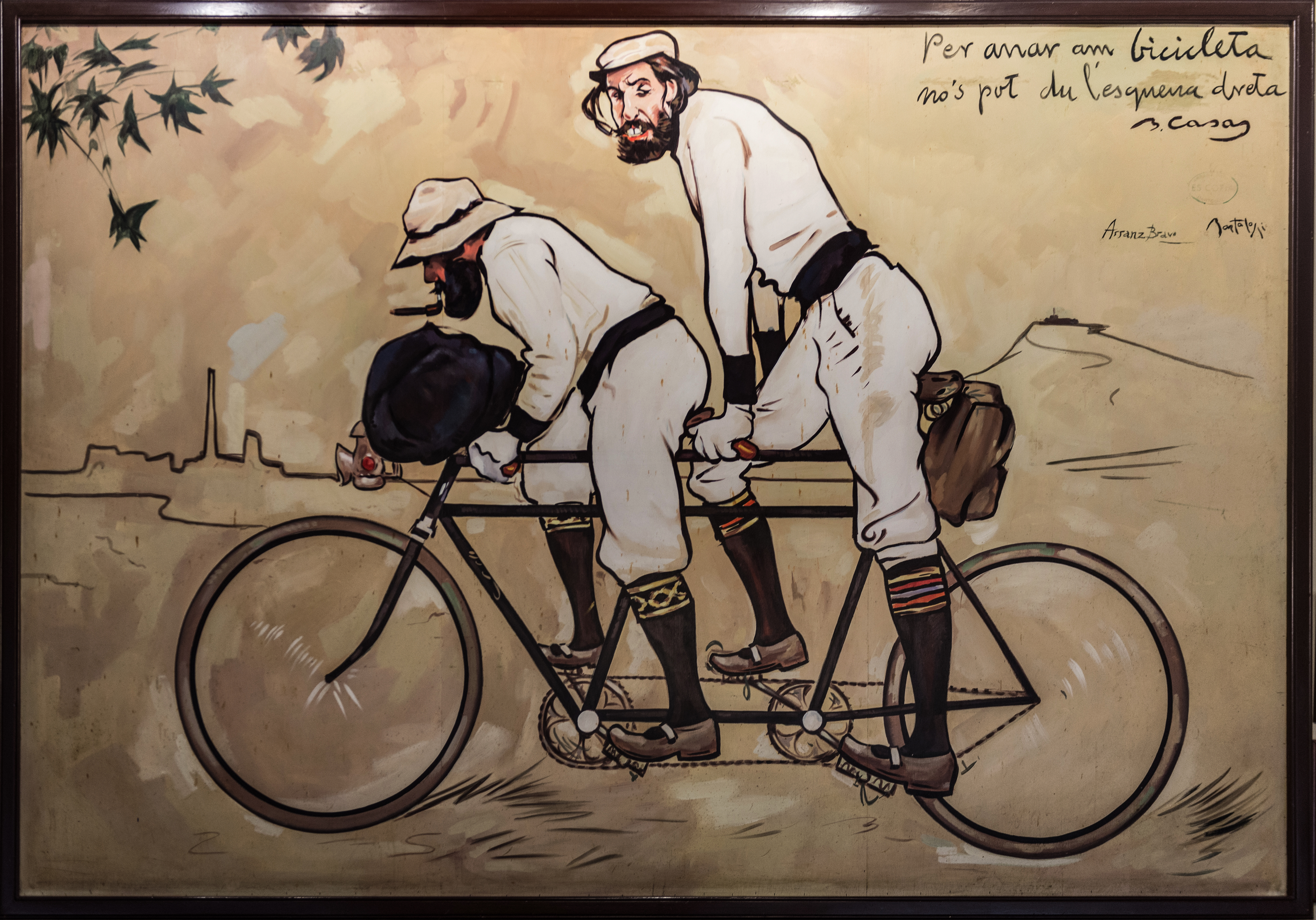
Ramon Casas et Pere Romeu sur un tandem de Ramon Casas (1897).

Né le 6 juin 1892 à Torredembara, Pere Romeu tente dans sa jeunesse de percer dans le monde artistique, en restant très lié au mouvement moderniste et au peintre Ramon Casas. En 1893, il travaille avec Miquel Utrillo et Théophile Alexandre Steinlen pour les spectacles d'ombres chinoises à Paris, qu'ils essaient d'exporter en 1894, à New York et à Chicago. Il anime ensuite avec succès, à Montmartre, le cabaret Le Chat Noir de Rodolphe Salis.
Cette expérience l'encourage à développer un projet similaire à Barcelone. Ainsi, avec Miquel Utrillo, Ramon Casas et Santiago Rusiñol, il ouvre le 14 juin 1897 le café Els Quatre Gats (en français : Les Quatre Chats) dans la rue de Montsió, en bas de la Casa Martí, édifiée par Josep Puig i Cadafalch dans le quartier gothique de Barcelone en 1896. Pere Romeu devient rapidement l'âme du lieu, fréquenté par les artistes tels que le jeune Pablo Picasso et Rubén Darío. L'une des images les plus connues de cette époque est le tableau peint par Ramon Casas en 1897 pour décorer l'endroit, intitulé que Ramon Casas et Pere Romeu sur un tandem. 
En 1899, Pere Romeu publie la revue Quatre Gats, du nom de son cabaret. La taverne devient célèbre pour abriter les tertulias des intellectuels et des artistes de l'époque, en accueillant des théâtres d'ombres et des concerts.
Il est l'époux de Corina Jáuregui i Malgà, issue de la bourgeoisie catalane. Ramon Casas croque le couple et Pablo Picasso peint Corina en 1902 dans son tableau Portrait de Corina Pere Romeu, dépôt du Musée Picasso de Paris conservé au musée d'Art moderne de Céret (Pyrénées-Orientales) depuis 1992.
Pere Romeu décède le 23 décembre 1908, à l'âge de 46 ans, à Barcelone.